# North Roseau, Minnesota
Xã North Roseau (tiếng Anh: North Roseau Township) là một xã thuộc quận Roseau, tiểu bang Minnesota, Hoa Kỳ. Năm 2010, dân số của xã này là 139 người.